# Казанчі
Казанчі́ (рос. Казанчи, башк. Ҡаҙансы) — село у складі Бакалинського району Башкортостану, Росія. Входить до складу Старокостеєвської сільської ради.
Населення — 327 осіб (2010; 419 у 2002).
Національний склад:
- росіяни — 94 %